# Джексон, Уильям (кёрлингист)
Уи́льям Ки́лгур «Уи́лли» Дже́ксон (англ. William Kilgour "Willie" Jackson; 14 марта 1871, Саут-Ланаркшир — 26 января 1955, Саут-Ланаркшир) — шотландский и британский кёрлингист. Скип мужской сборной Великобритании, которая выиграла золотые медали на зимних Олимпийских играх 1924 года, став самыми первыми олимпийскими чемпионами по кёрлингу.
Один из наиболее знаменитых скипов в Шотландии за всю историю шотландского кёрлинга.
После окончания спортивной карьеры как спортивный функционер был в руководстве ассоциации кёрлинга Шотландии (англ. en:Royal Caledonian Curling Club): сначала как вице-президент (в 1922—1923 и 1931—1932), затем как президент (в 1933—1934).
Его сын Лоуренс Джексон в одной команде с отцом также стал олимпийским чемпионом в 1924 году.

## Достижения
- Зимние Олимпийские игры: золото (1924).

## Команды
| Сезон | Четвёртый      | Третий     | Второй       | Первый          | Запасной                                                       | Турниры  |
| ----- | -------------- | ---------- | ------------ | --------------- | -------------------------------------------------------------- | -------- |
| 1924  | Уильям Джексон | Робин Уэлш | Томас Мюррей | Лоуренс Джексон | Джон Робертсон-Эйкман Джон Маклауд Уильям Браун Делаваль Эстли | ЗОИ 1924 |

(скипы выделены полужирным шрифтом)